# عستكان
العستكان (بالأرمنية: ոստիկան) هو اللقب الذي استخدمه الأرمن للإشارة إلى حكام الخلافة المبكرة. وفي التأريخ الحديث، يُستخدم هذا اللقب بشكل أساسي للإشارة إلى ولاة وأمراء إمارة أرمينية، التي كانت تشمل أرمينيا الكبرى.

## طالع أيضًا
- قائمة الأمراء (العساتك) في أرمينية